# Грэм, Шейла
Шейла (Шила) Грэм (англ. Sheilah Graham, урождённая Lily Shiel; 1904 — 1988) — американская писательница и колумнистка английского происхождения в период Студийной системы «золотого века» Голливуда. Являлась одной из «нечестивого трио» голливудских сплетников, куда также входили Луэлла Парсонс и Хедда Хоппер.
Была известна своими отношениями с писателем Ф. С. Фицджеральдом, о которых писала в своих автобиографических мемуарах Beloved Infidel.

## Биография
Родилась 15 сентября 1904 года в Лидсе, Великобритания. Была младшим ребёнком в числе восьми детей (двое позже умерли) Louis Shiel и его жены Rebecca Blashman.
Её родители были украинскими евреями. Отец, работавший портным, умер от туберкулеза во время поездки в Берлин, когда Шейла ещё была маленькой. Мать с детьми переехала в подвальную квартиру в рабочий район Лондона — Степни. Её мать изо всех сил старалась обеспечить своих детей уборкой общественных туалетов. Из-за тяжёлых жизненных условий она была вынуждена поместить Шейлу в еврейскую больницу и затем в детский дом. Когда девушка покинула детский дом, её мать умирала от рака, и она вернулась домой, чтобы заботиться о ней.
После смерти матери 16-летняя Шейла устроилась на работу в универмаг, демонстрируя различные товары, и переехала в маленькую квартиру в лондонском районе Вест-Энд. В 18 лет она вышла замуж за Джона Грэма Гиллама (John Graham Gillam). В течение этого брака, не без участия мужа, Шейла Грэм улучшила свою речь и манеры. Также она поступила в Королевскую академию драматического искусства и с новым именем стала танцовщицей мюзик-холла.
Во время пребывания в британской театрально-музыкальной среде, Грэм начала профессионально писать, получив за первую свою работу две гинеи от Daily Express за статью «The Stage Door Johnnies, by a Chorus Girl», написать которую подвиг Шейлу её муж. В Англии она добилась определённых успехов в качестве писателя-фрилансера, опубликовав два романа, которые расходились достаточно плохо.
В 1933 году Грэм поехала в США, оставив в Англии своего мужа, с которым развелась в 1937 году. Достигнутый ею успех в Англии позволил заняться в качестве репортёра в Нью-Йорке — там она работала в газетах New York Journal American и New York Mirror. Она занялась написанием материалов о браках и изменах мужчин. В 1935 году Джон Невилл Уилер, глава Североамериканского газетного альянса (NANA), нанял Шейлу Грэм, чтобы она писала колонку про Голливуд. Через свою колонку «Hollywood Today» Грэм приобрела славу и работала в этой сфере в течение более 35 лет, прерываясь только на время службы военным корреспондентом во время Второй мировой войны.
Разведясь со своим первым мужем, была помолвлена с Дермотом Чичестером, 7-м маркизом Донегол (Dermot Chichester, 7th Marquess of Donegall). Спустя месяц она встретилась с Фрэнсисом Фицджеральдом, в которого сразу же влюбилась, и вскоре разорвала отношения с Чичестером. Они стали постоянными спутниками и имели общий дом, в то время как Фицджеральд все ещё был женат на своей жене Зельде, которая была помещена в приют. Именно Шейла Грэм нашла тело Фрэнсииса Фицджеральда в 1940 году в его квартире в Западном Голливуде, штат Калифорния, где он умер от сердечного приступа. После смерти Фицджеральда, стремясь отдохнуть от социальных потрясения и бешеного темпа жизни, Грэм получила назначение в качестве иностранного корреспондента в лондонском бюро NANA. Это дало ей возможность продемонстрировать себя как серьёзного журналиста. Её первой крупной историей из Великобритании стала углубленное интервью с Джорджем Бернардом Шоу; позже она провела интервью и с Уинстоном Черчиллем. Её короткая передышка от Голливуда длилась до завершения Второй мировой войны.
В Великобритании она познакомилась с Тревором Лоуренсом Уэстбруком, чья компания изготовляла истребители Spitfire для Королевских ВВС Великобритании. После её возвращения в США в конце 1941 года, они поженились. Её двое детей — Wendy Westbrook Fairey и Robert T. Westbrook —  родились во время этого брака, который закончился разводом в 1946 году. В августе 1947 года Шейла Грэм стала гражданином Соединённых Штатов, а в феврале 1953 года вышла замуж за своего третьего мужа — Стэнли Войткевича, имевшего польские корни. Они развелись после двух лет брака. Ни сложная личная жизнь, ни материнство не помешали Шейле в достижении своих амбиций. Она потребовала зарплату в размере $5000 в неделю, чтобы возобновить свою колонку. Кроме этого, она участвовала в работе журнала киноманов Photoplay, у неё была своя радиопрограмма, которая стала телевизионной в 1951 году, где она организовывала интервью со знаменитостями, что стало предтечей нынешних ток-шоу. С 1952 по 1953 год она вела колонку в журнале Variety, освещающем события в мире шоу-бизнеса.
В апреле 1969 года Грэм изменила название и формат своей колонки, ссылаясь на ослабление общественного интереса к голливудским сплетням. Под новым именем «Hollywood Everywhere» («Голливуд везде») она печатала материалы о знаменитостях, общественных деятелях, а также разнообразные комментарии. В 1971 году Грэм написала свою последнюю колонку и переехала в Палм-Бич, штат Флорида, где она продолжала в течение нескольких лет делать гостевые выступления знаменитостей на телевидении, работала на внештатной основе для журналов и написала несколько книг.
Умерла 17 ноября 1988 года в больнице Good Samaritan Hospital города Палм-Бич от сердечной недостаточности.